# Kiss Toledo Goodbye
Kiss Toledo Goodbye è un film del 1999 del regista Lyndon Chubbuck, con il Premio Oscar Christopher Walken ed il candidato all'Oscar Robert Forster.

## Trama
Kevine e Deeann sono una coppia perfetta. Un pomeriggio, mentre Kevin sta uscendo da un locale, un delinquente, chiamato Max, lo avvicina e lo porta a conoscere un certo Sal Fortuna e i suoi scagnozzi. Kevin rimane sbalordito quando Sal lo informa che è il suo padre biologico e che sua madre, Madge, aveva sempre cercato di tenerglielo nascosto.